# Pseudephedrus longivalvus
Pseudephedrus longivalvus är en stekelart som beskrevs av Jaroslav Stary 1994. Pseudephedrus longivalvus ingår i släktet Pseudephedrus och familjen bracksteklar. Inga underarter finns listade i Catalogue of Life.